# La caduta degli dei
La caduta degli dei (bra: Os Deuses Malditos; prt: Os Malditos) é um filme teuto-italiano de 1969, dos gêneros drama e guerra, dirigido por Luchino Visconti. Conta a história sobre o colapso de uma família da aristocracia industrial (como os Krupps de Essen) e os acontecimentos associados à Noite das Facas Longas na Alemanha nazista. Os papéis principais foram desempenhados por Helmut Berger, Dirk Bogarde e Ingrid Thulin. O filme foi um sucesso de bilheteria europeia. Abre a “trilogia alemã” de Visconti e uma série de filmes de arte sobre o nazismo e as suas origens.

## Prêmios e indicações
| Lista de prêmios e indicações | Lista de prêmios e indicações | Lista de prêmios e indicações                      | Lista de prêmios e indicações |
| Premiação                     | Categoria                     | Recipiente                                         | Resultado                     |
| ----------------------------- | ----------------------------- | -------------------------------------------------- | ----------------------------- |
| Oscar 1970                    | Melhor roteiro original       | Luchino Visconti, Nicola Badalucco, Enrico Medioli | Indicado                      |
| Golden Globe 1970             | Revelação masculina           | Helmut Berger                                      | Indicado                      |